# ハイディ・ライヒネック
ハイディ・ライヒネック（ドイツ語: Heidi Reichinnek、1988年4月19日 - ）は、ドイツの政治家。左翼党所属の連邦議会議員。

## 経歴
メルゼブルクで生まれ、ザクセン＝アンハルト州のオプハウゼンで育った。2007年から2011年までマルティン・ルター大学ハレ・ヴィッテンベルクで中東研究と政治学を学んだ。在学中の2010年9月から2011年6月までの間、アラブの春の真っただ中にあったカイロに滞在しており、エジプト革命を目の当たりにすることとなった。その後、フィリップ大学マールブルクで修士号を取得している。
2015年9月に左翼党に入党。2016年から2021年までオスナブリュック市議会議員を務めた。2019年には、左翼党のニーダーザクセン州支部代表に就任した。
2021年の連邦議会選挙に立候補し、初当選。2022年の党大会では共同代表選に立候補したが、現職のジャニーネ・ヴィスラーが319票を獲得したのに対し、199票にとどまり落選した。2024年2月には、連邦議会における左翼党の議員団長に選出された。
2025年の連邦議会選挙では、ヤン・ファン・アーケンとともに党の筆頭候補として立候補し、再選。